# James Earle Fraser (sculptor)
James Earle Fraser (n. 4 noiembrie 1876, Winona⁠, Minnesota – d. 11 octombrie 1953, Westport, Connecticut) a fost un sculptor și gravor american.

## Biografie
James Earle Fraser s-a născut la 4 noiembrie 1876, la Winona, Minnesota, în Statele Unite ale Americii. Tatăl său, Thomas Fraser, era inginer pe șantierul de extindere a căii ferate, în Vestul Statelor Unite.
În 1895, James Earle Fraser a fost admis la École des Beaux-Arts din Paris, unde a lucrat sub îndrumarea sculptorului francez Alexandre Falguière.

## Galerie de imagini

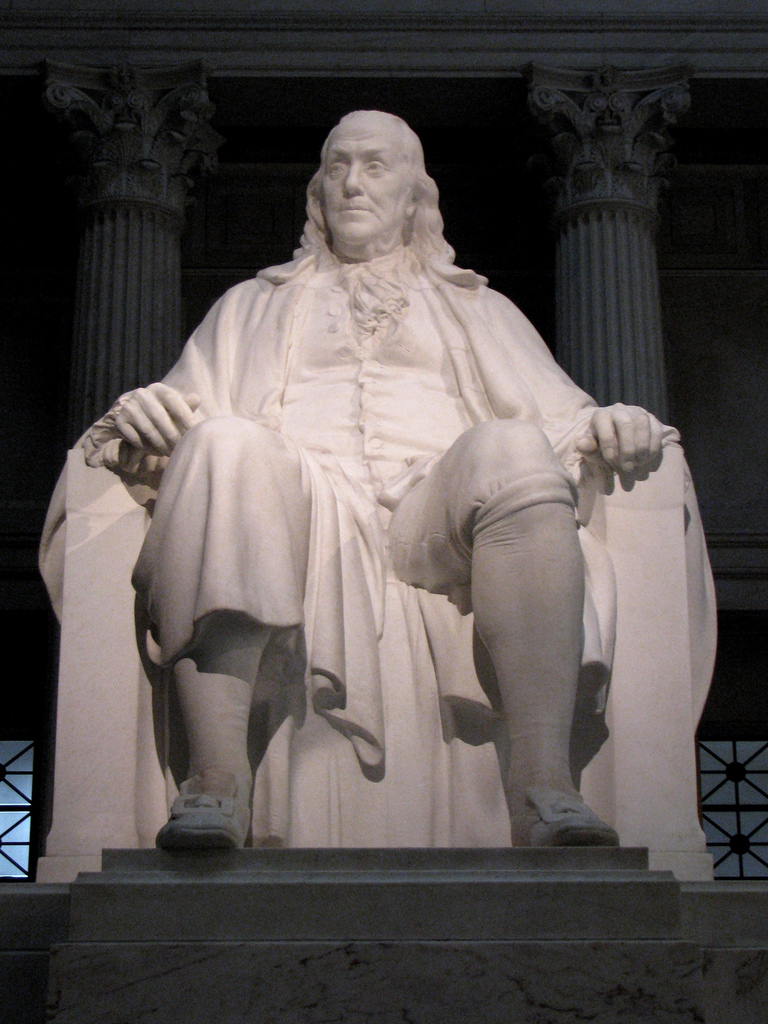
Benjamin Franklin Memorial, Franklin Institute - Philadelphia, PA
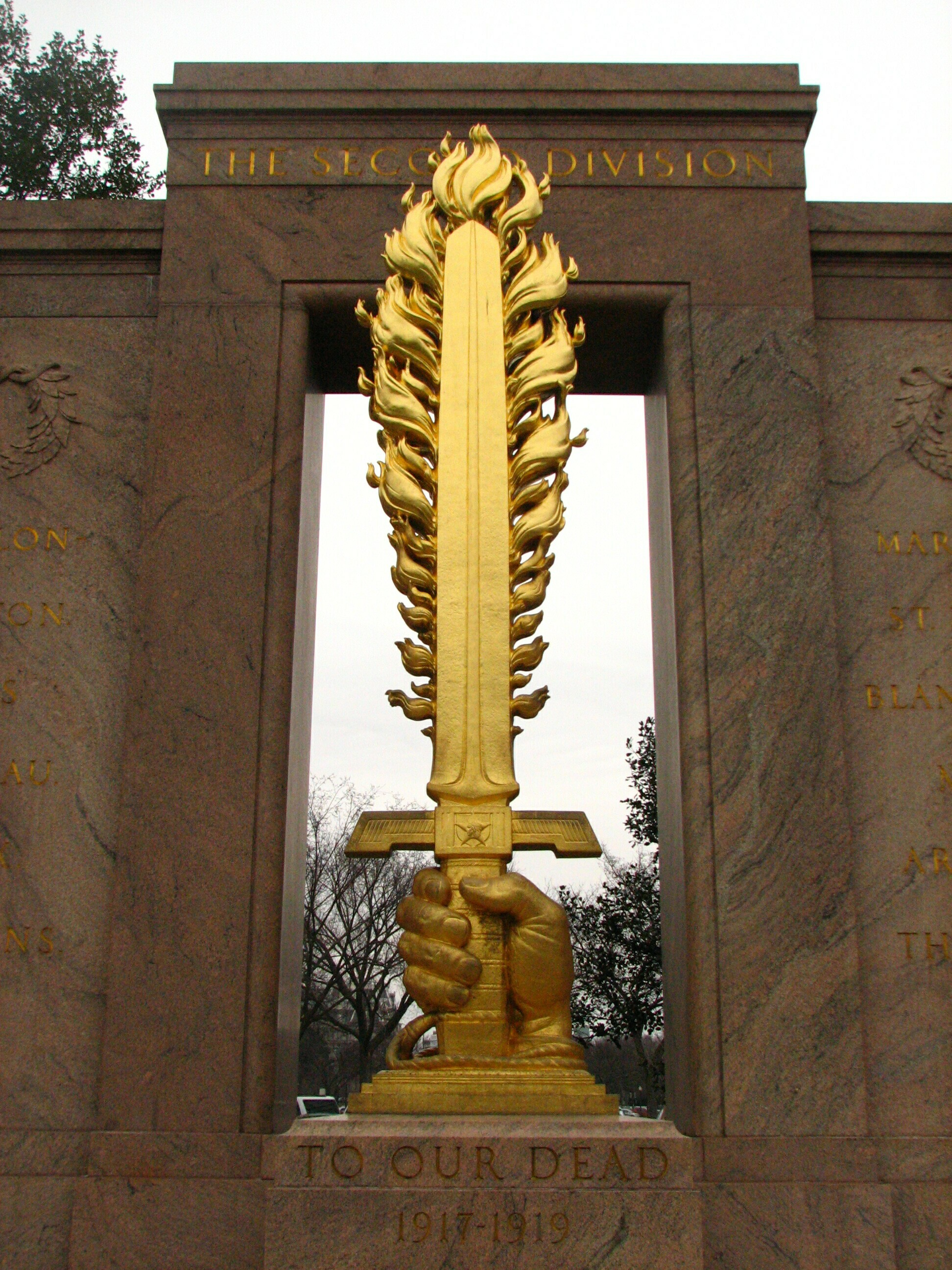
Second Division Memorial, The Ellipse, Washington, D.C.
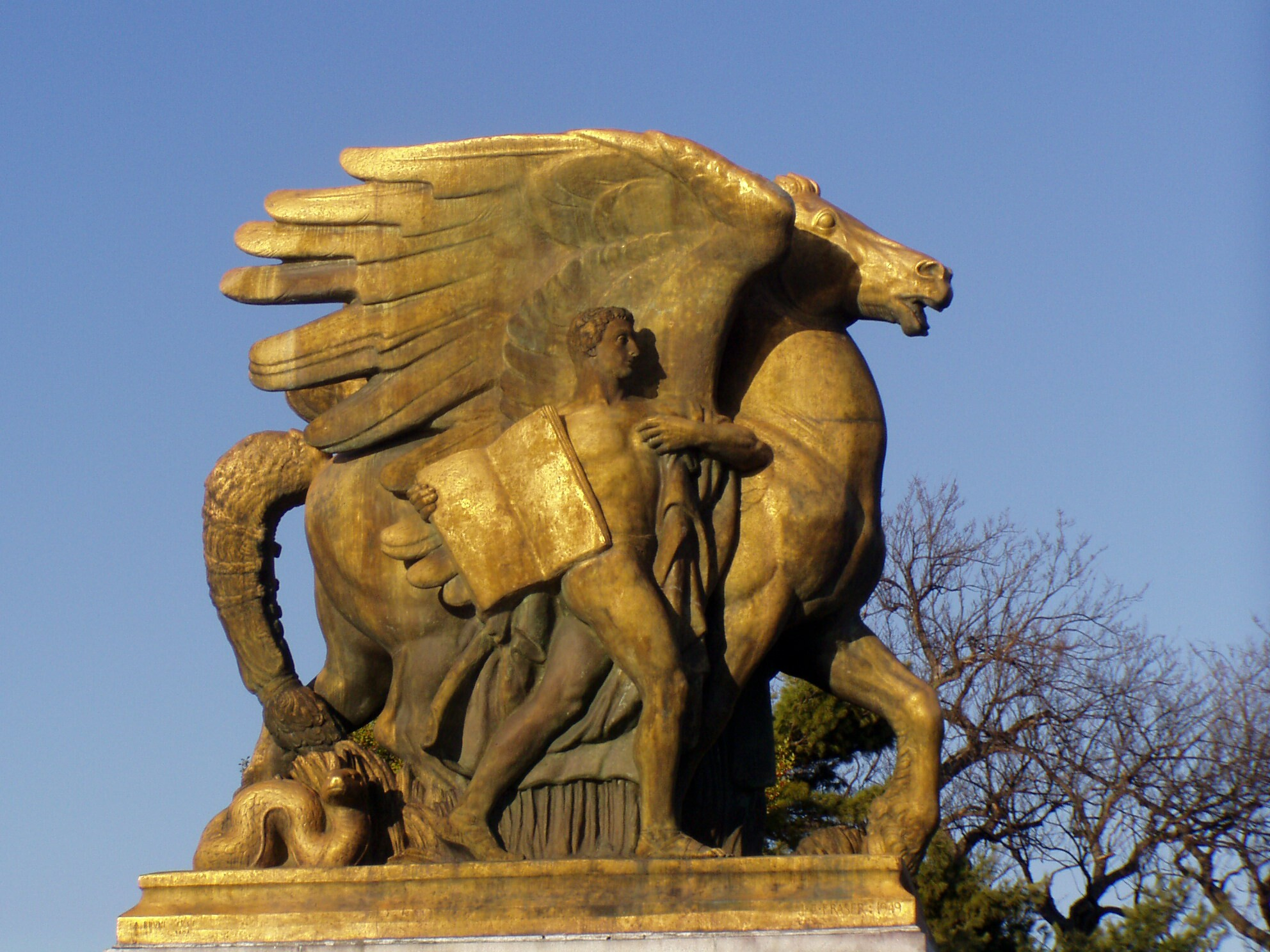
Aspiration & Literature - Arts of Peace sculptures. Washington, DC
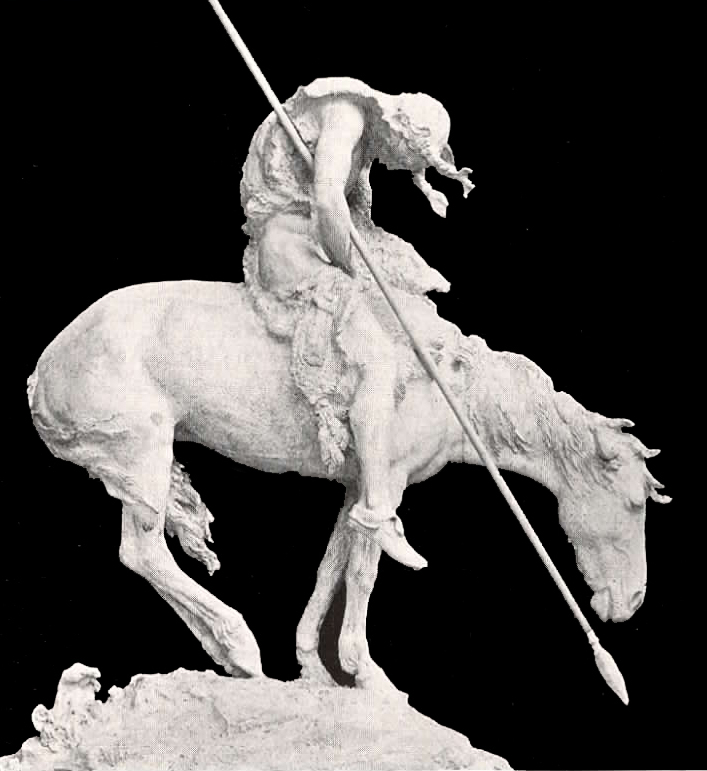
Statuia actorului John Big Tree, de James Earle Fraser (1913), aflată la Berkeley Oak, Berkeley, California
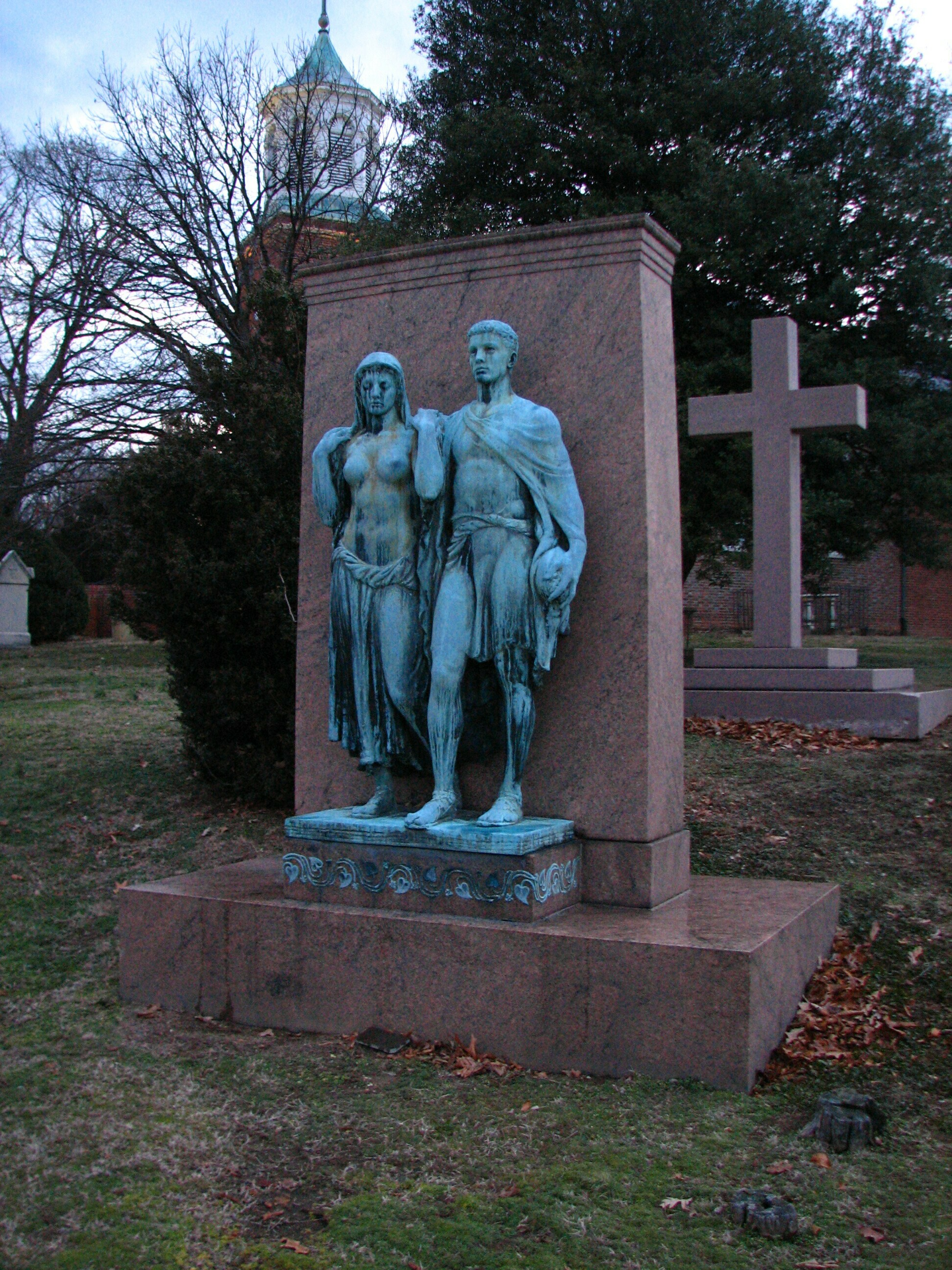
Frederick Keep Monument.  Rock Creek Cemetery - Washington, D.C.
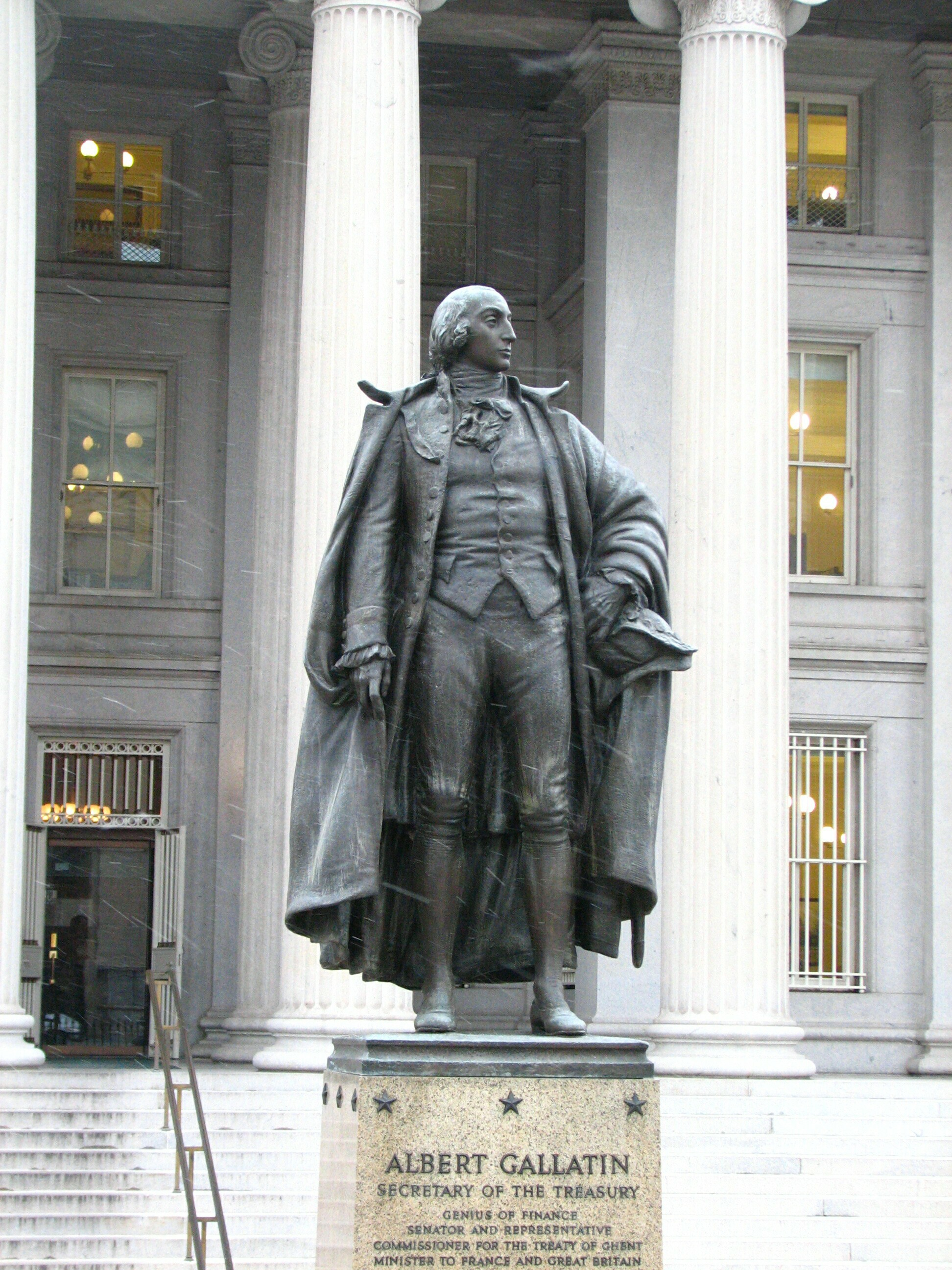
Albert Gallatin monument, United States Treasury, Washington, D.C.
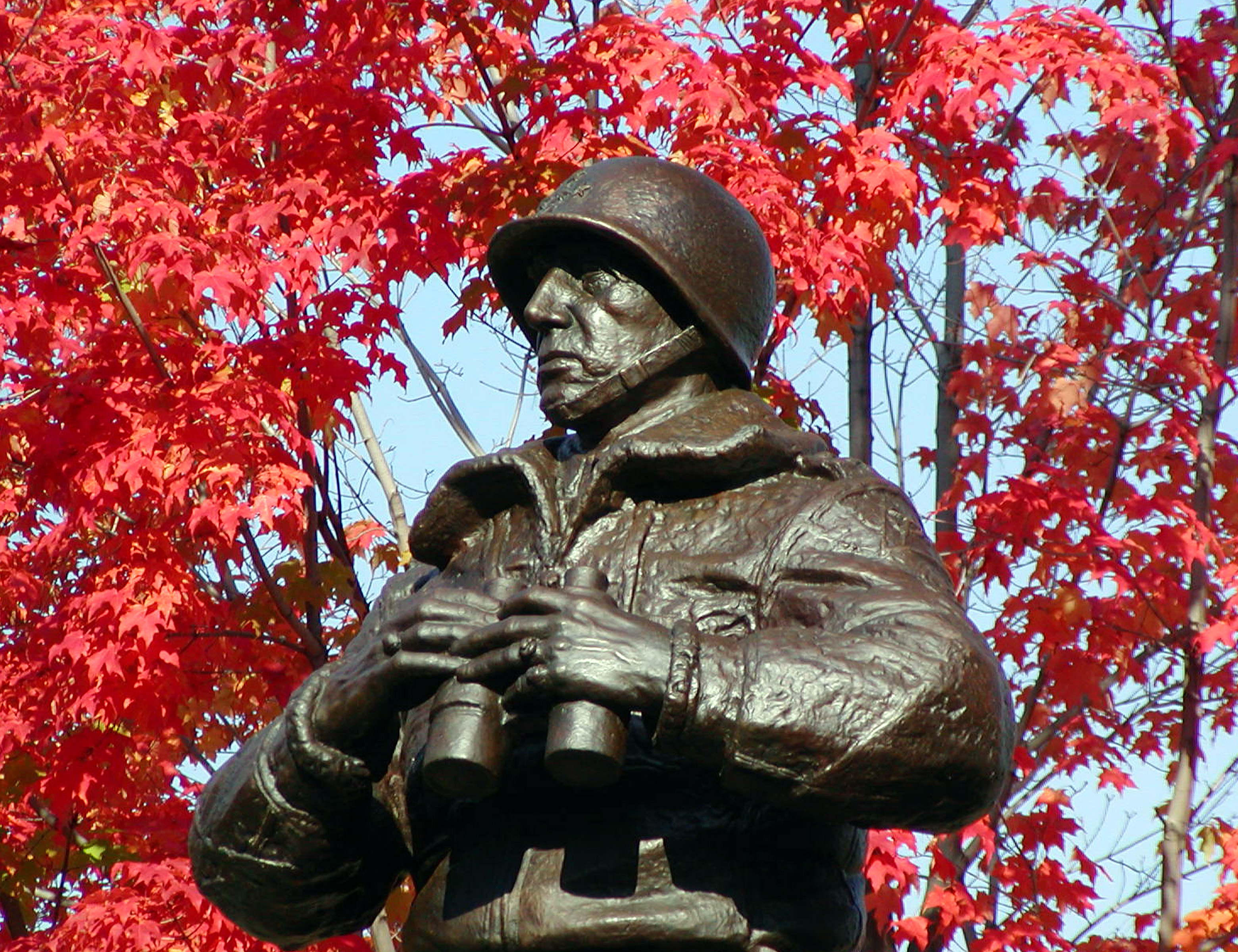
General George S. Patton, West Point
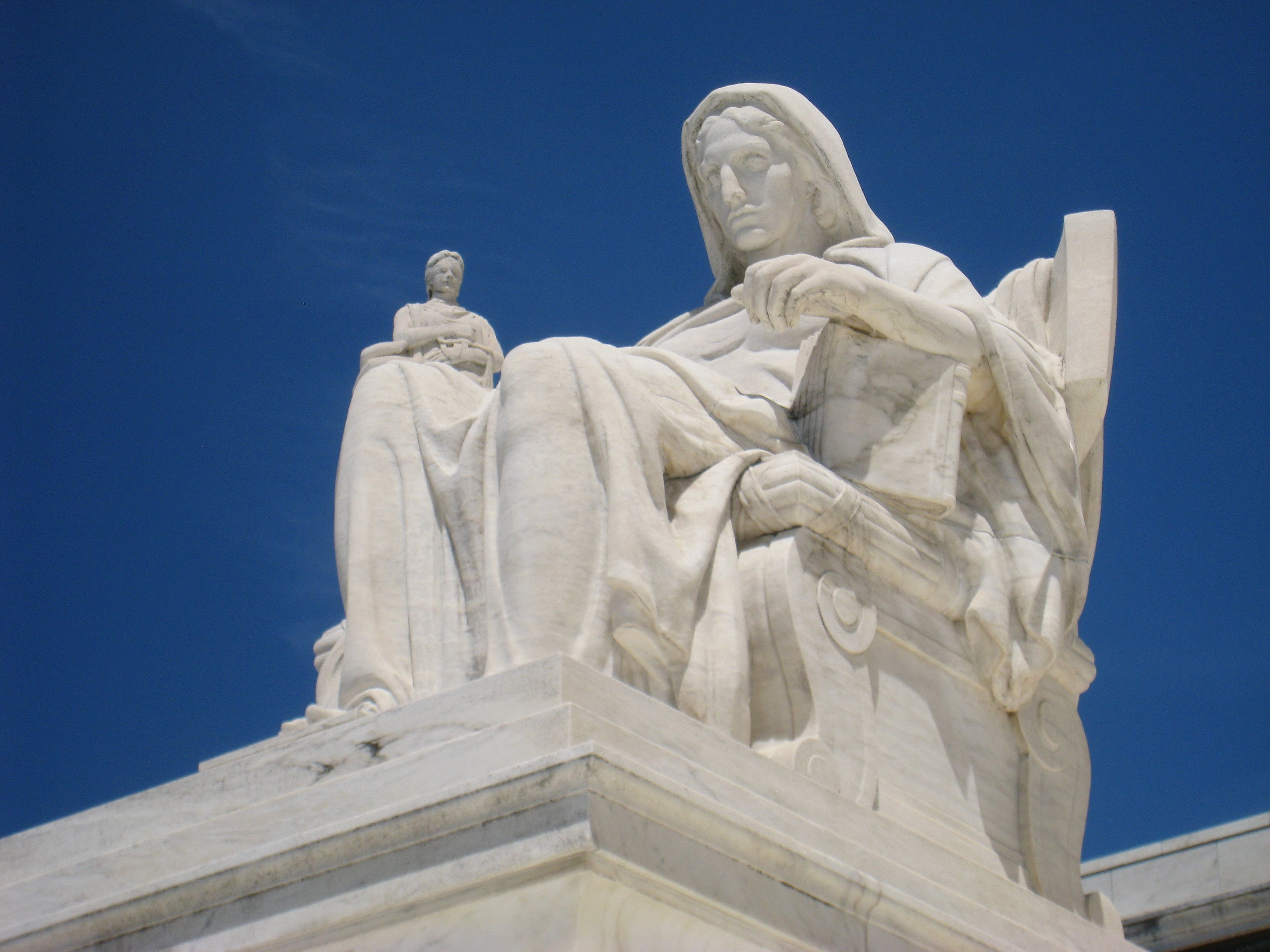
Contemplation of Justice, United States Supreme Court Building, Washington, DC
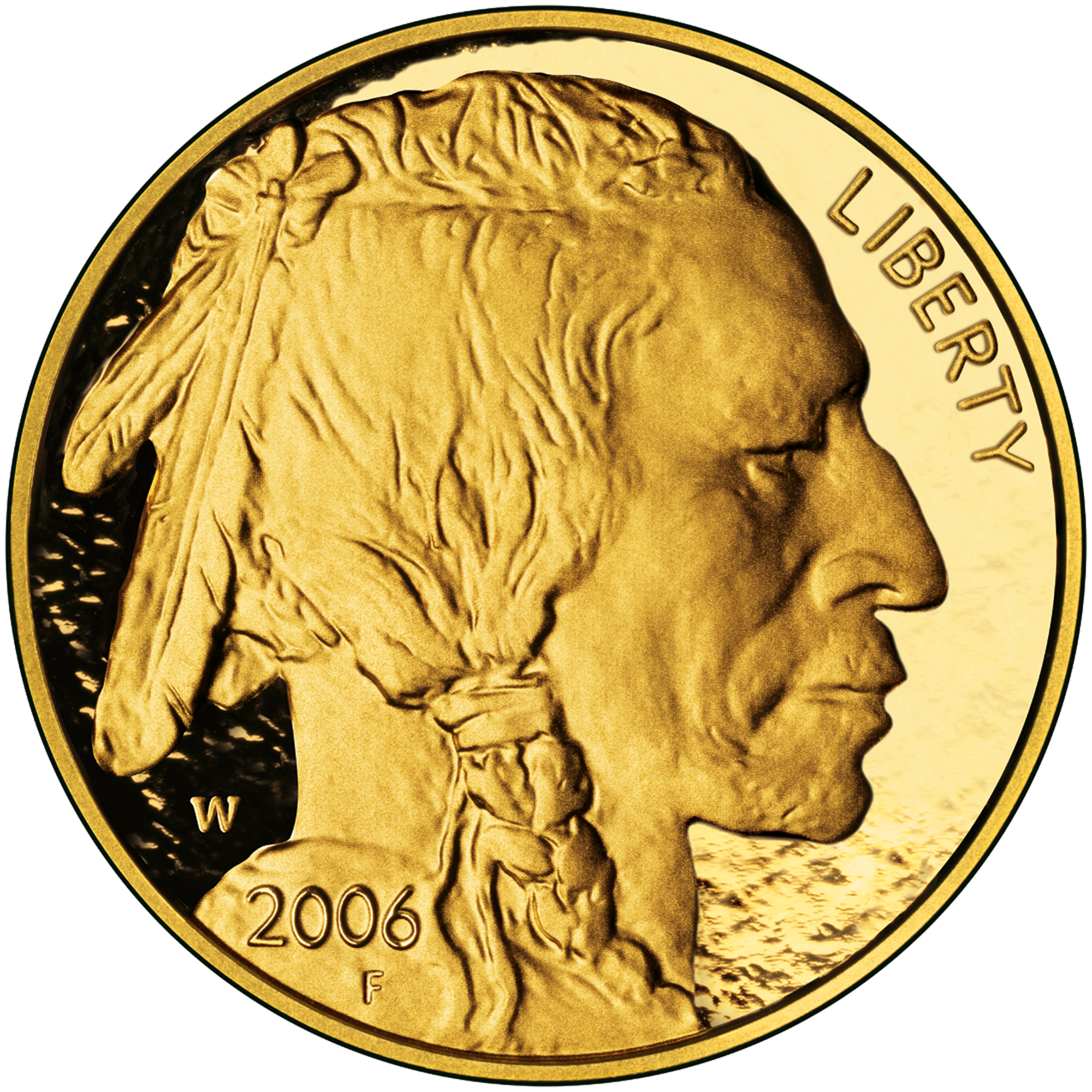
American Buffalo (2006), avers
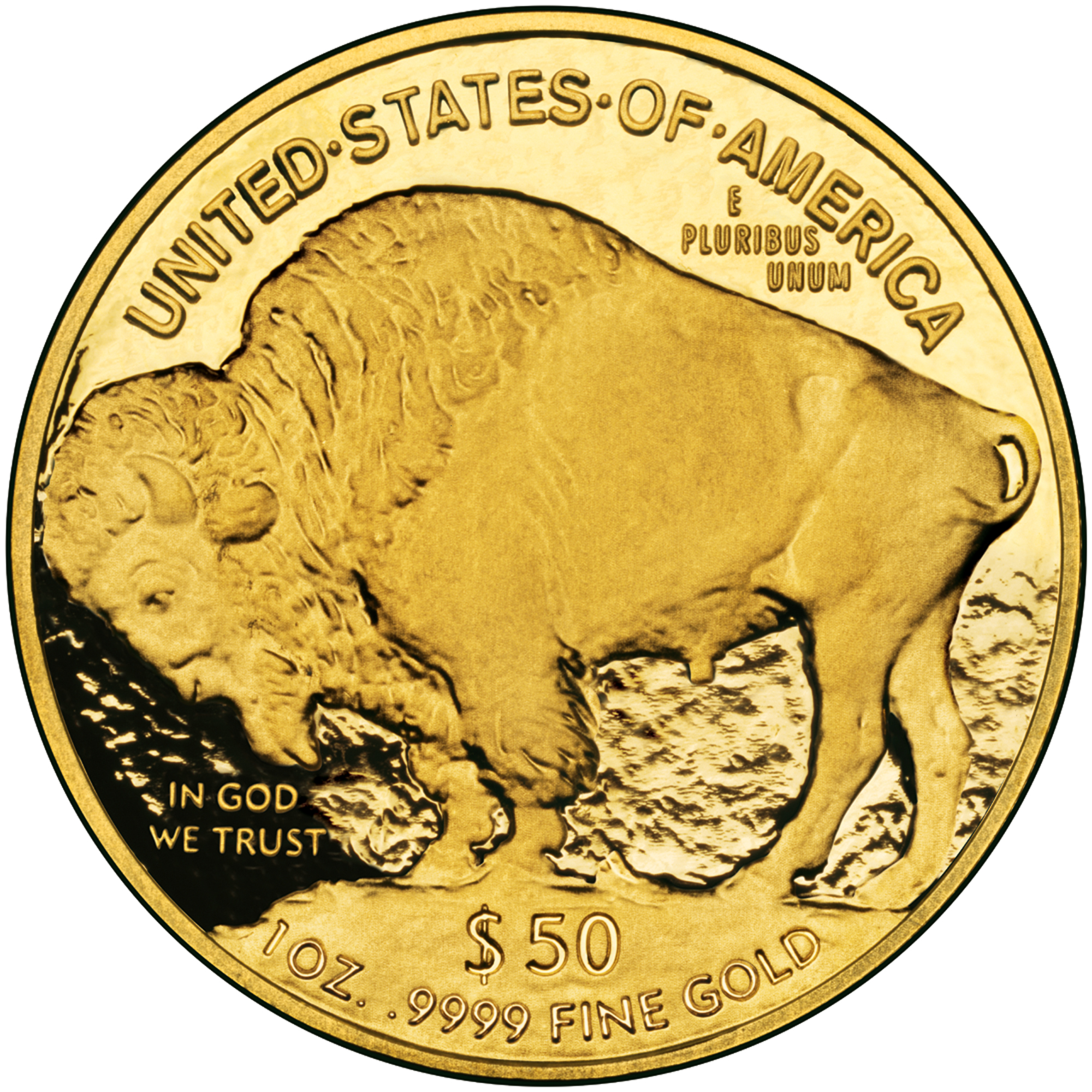
American Buffalo (2006), revers